# دم الأخوين
دم الأخوين أو قاطر جبَّار أو الخَزَم أو أعْرَهِيْب أو دم العنقاء أو الأيدع الزنجفرية أو الشيان أو أيدَع (الاسم العلمي: Dracaena cinnabari) هي نوع من النباتات تتبع جنس الدراسينا من الفصيلة الهليونية. وهي نوع نادر يوجد في جزيرة سقطرى اليمنية. أطلق عليها السقطريون هذا الاسم نظراً لما يخرج منها من دم التنين أو الأَيْدَع (سائل أحمر يشبه الدم). كان إسحاق بيلي أول من وصفها من المستشرقين عام 1882.

## الوصف

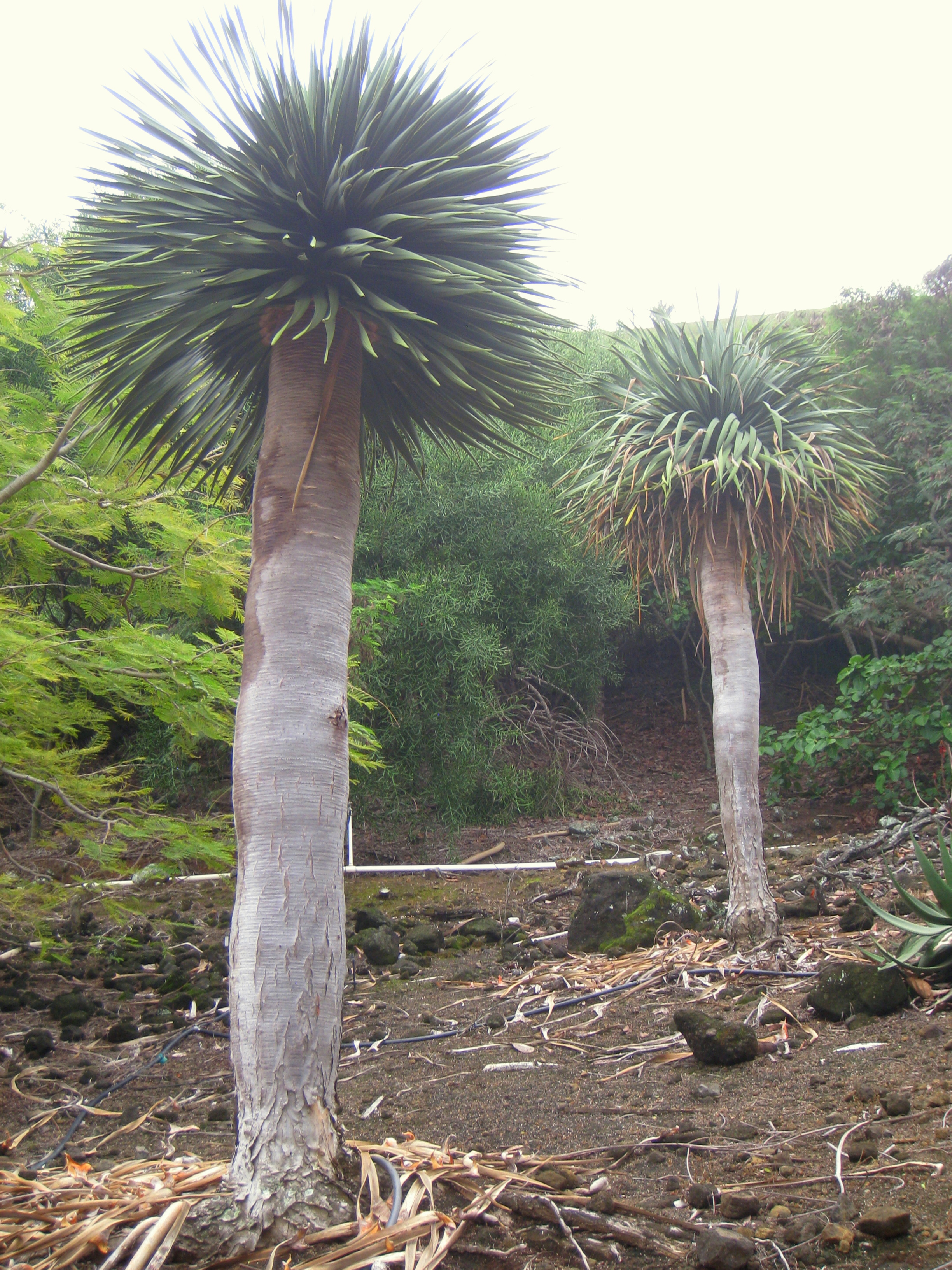
عينة شابة من "Dracaena cinnabari في حديقة كوكو كراتر النباتية ، هونولولو، هاواي، الولايات المتحدة

تتمتع شجرة دم التنين بمظهر فريد وغريب، مع "تاج مقلوب ومعبأ بكثافة له شكل مظلة مثبتة بشكل مستقيم". سميت هذه الأنواع دائمة الخضرة على اسم راتينجها الأحمر الداكن، المعروف باسم "دم التنين". على عكس معظم نباتات [monocot] ، تظهر "Dracaena" نموًا ثانويًا، "D. Cinnabari  لديها حتى مناطق نمو تشبه حلقة شجرة الموجودة في أنواع شجرة dicot. إلى جانب أنواع "Dracaena" الشجرية الأخرى، لديها عادة نمو مميزة تسمى "موطن دراكويد ". أوراقها موجودة فقط في نهاية أصغر فروعها؛ يتم التخلص من أوراقها كل 3 أو 4 سنوات قبل أن تنضج الأوراق الجديدة في وقت واحد. يميل التفرع إلى الحدوث عندما يتوقف نمو البرعم الطرفي، إما بسبب الإزهار أو الأحداث المؤلمة. (مثل حيوانات عاشبة).
ثمارها عبارة عن توت سمين صغير يحتوي على 1 إلى 4 بذور. مع تطورها، تتحول من اللون الأخضر إلى الأسود، ثم تصبح برتقالية عندما تنضج. التوت تأكله الطيور (على سبيل المثال «زرزور سقطرى» الأنواع) وبالتالي المشتتة. يبلغ قطر البذور 4-5 مم ويزن في المتوسط 68 مجم. التوت يعطي راتنج أحمر عميق، يعرف باسم دم التنين.
مثل باقي الفصائل الأخرى، مثل النخيل، تنمو شجرة دم التنين من طرف الجذع، مع أوراق طويلة وصلبة تحملها ورود كثيفة في النهاية (4، 5، 7) <! - هل يمكننا التحقق من هذه المراجع؟ ->. تتفرع عند النضج لإنتاج تاج على شكل مظلة، بأوراق يصل طولها إلى 60 سم وعرضها 3 سم. الجذع وفروع دم التنين سميكة وسميكة ويظهر تفرع ثنائي التفرع، حيث ينقسم كل فرع من الفروع بشكل متكرر إلى قسمين.

### علم الأحياء
تنتج شجرة دم التنين عادة زهورها في شهر مارس تقريبًا، على الرغم من أن الإزهار يختلف باختلاف الموقع. تميل الأزهار إلى النمو في نهاية الفروع. النباتات لها نورات وتحمل مجموعات صغيرة من الزهور العطرة أو البيضاء أو الخضراء. تستغرق الثمار خمسة أشهر لتنضج تمامًا. توصف الثمار بأنها توت لحمي يتغير من اللون الأخضر إلى الأسود مع نضجه تدريجيًا. ثمرة التوت السمين تنتهي باللون البرتقالي-الأحمر الذي يحتوي على حبة إلى ثلاث بذور. وعادة ما تؤكل التوت وتشتته الطيور والحيوانات الأخرى.
الشكل غير المعتاد لشجرة دم التنين هو تكيف للبقاء في الظروف القاحلة مع كميات منخفضة من التربة، مثل قمم الجبال. يوفر التاج الكبير والمعبأ الظل ويقلل التبخر. يساعد هذا الظل أيضًا في بقاء الشتلات التي تنمو تحت الشجرة البالغة، موضحًا لماذا تميل الأشجار إلى النمو بشكل أوثق.

## التصنيف
الوصف الأول لـ  د. تم صنع سيناباري "" أثناء مسح لجزيرة سقطرى بقيادة الملازم ويلستيد من شركة الهند الشرقية عام 1835. وكان اسمه الأول "" Pterocarpus draco "" ""، ولكن في عام 1880، قام عالم النبات الإسكتلندي إسحق بيلي بلفور بعمل description رسمي من الأنواع وأعاد تسميته باسم "Dracaena cinnabari". من بين 60 و 100 نوع من فصيلة Dracaena ، D. cinnabari  هو واحد من ستة أنواع فقط تنمو كشجرة.

### التطور
جنبا إلى جنب مع النباتات الأخرى في سقطرى، `` د. يعتقد أن سيناباري "مشتق من نبات تيثيان. تعتبر من بقايا Mio - العصر البليوسيني لوراسيا n الغابات شبه الاستوائية التي انقرضت الآن تقريبًا بسبب التصحر الواسع في شمال إفريقيا.

## الحفظ

### التهديدات

خريطة أرخبيل سقطرى

على الرغم من أن معظم موائلها البيئية لا تزال سليمة، إلا أن هناك عددًا متزايدًا من السكان مع التطور الصناعي والسياحي. وهذا يزيد من الضغط على الغطاء النباتي من خلال عملية قطع الأشجار، الإفراط في الرعي، قطع الأخشاب والبنية التحتية لخطط التنمية. على الرغم من أن شجرة دم التنين منتشرة بشكل كبير، إلا أنها أصبحت مجزأة بسبب التطور الذي حدث في موائلها. يعاني العديد من سكانها بسبب ضعف التجدد. أدت الأنشطة البشرية إلى تقليل أعداد دم التنين بشكل كبير من خلال الرعي الجائر، وتغذية الزهور والفواكه للماشية في الجزيرة. أحد أكبر التهديدات للأنواع هو الجفاف التدريجي لأرخبيل سقطرى، والذي كان عملية مستمرة منذ بضع مئات من السنين الماضية. وقد أدى ذلك إلى وجود أشجار غير مزدهرة، ويبدو أن مدة الضباب والسحابة حول المنطقة تتناقص أيضًا. من المتوقع أن تؤدي زيادة البيئات القاحلة إلى انخفاض بنسبة 45 بالمائة في الموائل المتاحة لـ  D. سيناباري  بحلول عام 2080.
التهديدات الإضافية لشجرة دم التنين تشمل حصاد راتينجها واستخدام الأوراق لصنع الحبل. في الوقت الحاضر، تم استخدام بعض أشجار دم التنين لصنع خلايا النحل. كان هذا محظورًا بشكل عام؛ هذا يوضح كيف يمكن أن يتعرض الأنواع للخطر من انهيار في الممارسات التقليدية للجزيرة.
أفضل جناح محفوظ وأكبر  د. Cinnabari  على هضبة الحجر الجيري المسمى Rokeb di Firmihin. تحتوي هذه الغابة 540 هكتار (1,300 أكر) تقريبًا على العديد من الأنواع النادرة والمتوطنة. تظهر الأبحاث أن عدد الأشجار في هذه الغابة سينخفض في العقود القادمة بسبب نقص التجدد الطبيعي.

### الإدارة
تعتبر النباتات والحيوانات الفريدة في أرخبيل سقطرى من مواقع التراث العالمي منطقة 200 عالمية. وهي مركز للتنوع النباتي ومنطقة مستوطنة للطيور. كما أنها تقع ضمن النقاط الساخنة للتنوع البيولوجي في القرن الأفريقي. هناك العديد من الجهود التي يتم تطويرها للمساعدة في إنشاء ودعم الموائل المستدامة وبرامج إدارة التنوع البيولوجي في سقطرى. تعتبر شجرة دم التنين نوعًا مهمًا للسلع ولجهود الحفظ في الجزيرة. يقع دم التنين تحت مظلة. تم اختيار هذا النوع لاتخاذ قرارات تتعلق بالحفظ، لأن حماية هذه الأنواع تحمي بشكل غير مباشر الأنواع الأخرى العديدة التي تشكل المجتمع البيئي لموطنه. يمكن أن يكون حفظ الأنواع غير موضوعي لأنه من الصعب تحديد حالة العديد من الأنواع. وبالتالي، فإن جهود حماية دم التنين ستفيد أيضًا العديد من النباتات والحيوانات الأخرى داخل المنطقة.
يتم منح شجرة دم التنين بعض الحماية من التجارة التجارية الدولية تحت قائمة جميع أنواع "Dracaena" في الملحق الثاني من اتفاقية CITES (3)، ولكن إذا كان من الضروري الحفاظ على أعدادها بشكل فعال، فسوف يتعين اتخاذ مجموعة متنوعة من التدابير تؤخذ. وتشمل هذه المراقبة العاجلة للتجديد الطبيعي للأنواع وتوسيع محمية Skund Nature لتغطية مناطق مهمة من الموائل. أيضا، يجب الانتباه إلى الجهود المبذولة لتجنب بناء الطرق في موطن دم التنين، والحد من الرعي. تتضمن جهود الحفظ الإضافية للشجرة مبارزة ضد الماشية، وسقي الشتلات في المناطق المفتوحة، وإشراك المجتمعات المحلية في زراعة الشتلات.

## تستخدم
يتم استخدام دم التنين كمنشط ودواء مجهض. الجذر ينتج لثة- راتينج، يستخدم في ماء الغرغرة كمنشط، قابض ومعجون أسنان. يتم استخدام الجذر في الروماتيزم، والأوراق هي طارد للريح.
يمكن حصاد الأشجار من أجل أحمر قرمزي، يسمى دم التنين، والذي كان محل تقدير كبير في العالم القديم ولا يزال يستخدم حتى اليوم. حول حوض البحر الأبيض المتوسط يتم استخدامه ك صبغ ودواء، يستخدمه سقطرانس زخرفيًا وكذلك صوفًا محتضرًا، وصناعة الفخار، ومعطر التنفس، وأحمر الشفاه. نظرًا للاعتقاد بأنه دم التنين فإنه يستخدم أيضًا في سحر الطقوس والخيمياء. في عام 1883، حدد عالم النبات الإسكتلندي إسحاق بيلي بلفور ثلاث درجات من الراتنج؛ الأكثر قيمة كانت تشبه المسيل للدموع في المظهر، ثم مزيج من الرقائق الصغيرة والشظايا، مع مزيج من الشظايا والحطام أرخص. راتنج  D. يعتقد أن cinnabari  كان المصدر الأصلي لدم التنين حتى خلال العصور الوسطى وعصر النهضة عندما تم استخدام نباتات أخرى بدلاً من ذلك.
يستخدم السكان المحليون للمدينة في جزيرة سقطرى الراتنج الدموي للتنين كعلاج للجميع. يستخدمه اليونانيون والرومان والعرب في التئام الجروح بشكل عام، كعلاج للتخثر، للإسهال، لأمراض الزحار، لخفض الحمى. يتم تناوله أيضًا للقرحة في الفم والحنجرة والأمعاء والمعدة.
دم التنين من "د. تم استخدام سيناباري كمصدر لـ ورنيش لصانعي [كمان] إيطاليين من القرن الثامن عشر. كما تم استخدامه كمعجون أسنان في القرن الثامن عشر. لا يزال يستخدم كطلاء للكمان والحفر الضوئي. دم التنين مدرج أيضًا في نص من القرن السادس عشر، "Stahel und Eyssen"، كمكون في حمام التبريد للحديد [[تطبيع (تعدين] | تلطيف]] الفولاذ. ولكن هذا النص غامض ولا يُنظر إليه بشكل سيئ على أنه إما وصف دقيق لممارسة سميث أو وصفة قابلة للتطبيق.

## وصلات خارجية
- Dracaena cinnabari (Dragon's Blood Tree)